# المتحف الوطني للطب بتونس
المتحف الوطني للطب بتونس هو أحد متاحف تونس العاصمة وهو مجاور لمستشفى شارل نيكول، ويفتح على شارع زهير السافي. وقد بعث في 8 نوفمبر 1997.

## المحتوى
يعرض المتحف مجموعة من الأدوات والوثائق التي تهم الطب في تونس. ومن بينها:
- أدوات جراحة تعود إلى القرنين التاسع والعاشر م.
- لوازم طبية
- تجهيزات طبية تعود إلى القرنين الثامن عشر والتاسع عشر للميلاد.
- نسخ من مخطوطات قديمة تتعلق بالطب والجراحة.
- وثائق حول تاريخ الطب بتونس خاصة.
- شهادات قديمة.
- صور لرواد الطب في تونس المعاصرة.
- صور لأطباء عرب مسلمين مرموقين من بينهم ابن سينا.
- طوابع بريدية تتعلق بالطب.
- نباتات طبية مع استعمالاتها.

## وصلة خارجية
- تقديم المتحف